# Fatumnutu
Fatumnutu is een bestuurslaag in het regentschap Timor Tengah Selatan van de provincie Oost-Nusa Tenggara, Indonesië. Fatumnutu telt 1760 inwoners (volkstelling 2010).